# عرقون متعدد الأوراق
عرقون متعدد الأوراق (الاسم العلمي: Euphrasia multifolia) هي نوع نباتي يتبع جنس العرقون من الفصيلة الجعفيلية.  